# Alinardo
Alinardo (Borgogna, 990 – Roma, 1052) è stato un arcivescovo francese.

## Biografia
Fu arcivescovo di Lione dal 1046 al 1052. Fu considerato papabile più volte, nel 1047 dopo la morte di Clemente II e nel 1048 dopo la morte di Damaso II, probabilmente perché parlava un italiano fluente, ma, per opposizione di Enrico III, non venne mai eletto.

## Genealogia episcopale
La genealogia episcopale è:
- Arcivescovo Villigiso di Magonza
- Vescovo Bernoardo di Hildesheim
- Arcivescovo Erchanbald di Magonza
- Arcivescovo Poppo di Treviri
- Papa Leone IX
- Arcivescovo Hugues de Salins
- Arcivescovo Alinardo, O.S.B.